# Langue liturgique

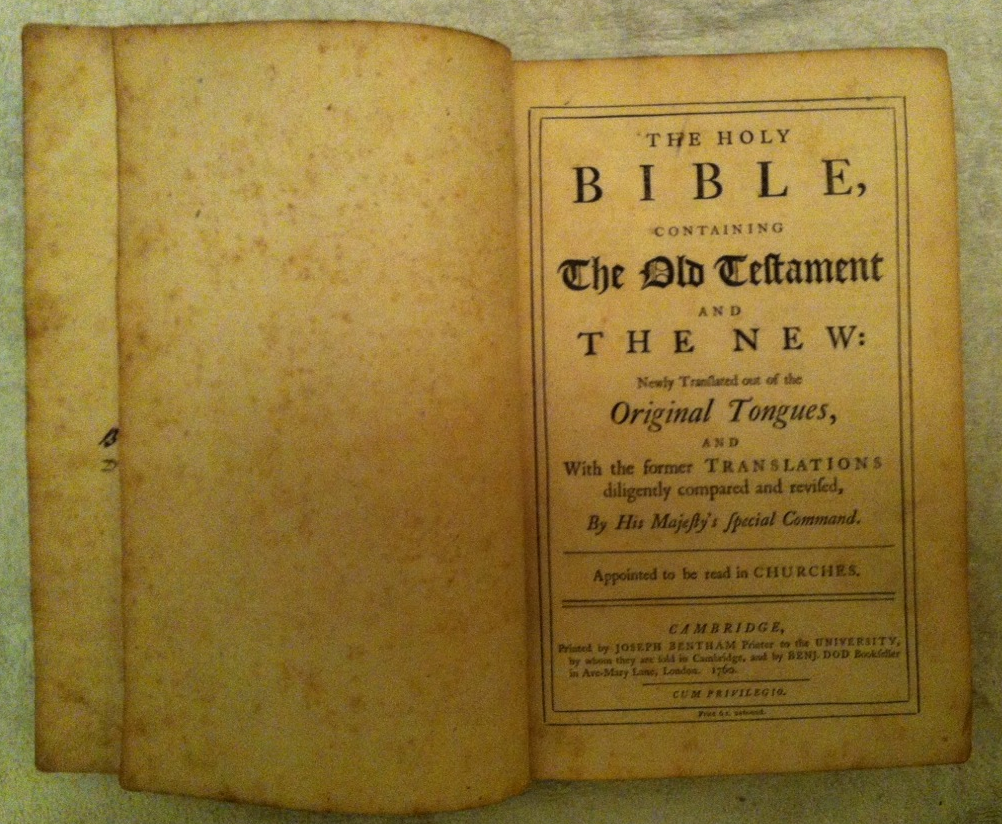
Page de titre de l'édition de Cambridge de 1760 (Bentham/Dod) de la Bible du roi Jacques. "La Sainte Bible, contenant l'Ancien et le Nouveau Testament : Nouvellement traduite des langues originales, et avec les traductions antérieures diligemment comparées et révisées, par l'ordre spécial de Sa Majesté. Destiné à être lu dans les églises. Cambridge, imprimé par Joseph Bentham, imprimeur de l'université, qui les vend à Cambridge, et par Benj. Dod, libraire à Ave-Mary Lane, Londres, 1760. Cum Privilegio".

Une langue liturgique est une langue utilisée par les croyants d'une religion lors de leurs rituels religieux. On utilise surtout le terme de « langue liturgique » lorsque la langue religieuse est différente de la langue vernaculaire. En ce sens, toutes les religions n'ont pas de langue liturgique spécifique. Parfois, les croyants ne comprennent pas la langue liturgique de leur religion.
Une langue religieuse est considérée par ses utilisateurs comme « sacrée » donc ayant une valeur morale supérieure à leur langue quotidienne.
Une langue liturgique peut avoir plusieurs origines, et en particulier :
- une origine géographique différente : cela peut être la langue du groupe qui a développé le premier la religion considérée, ou du groupe qui a diffusé cette religion ;
- une origine historique : c'est la langue parlée à l'époque où la religion considérée s'est initialement développée.

Ces deux origines peuvent coexister.

## Exemples de langues liturgiques

### Religions antiques
- Le sumérien pour les Babyloniens et Assyriens, eux-mêmes de langue akkadienne ;
- Le hatti pour les Hittites, eux-mêmes de langue hittite ;
- Le moyen égyptien, langue classique, liturgique pour la religion égyptienne bien après que la langue parlée ait évolué en néo-égyptien ;
- Le latin archaïque des Saliens, confrérie de prêtres de la religion romaine ;
- Le grec classique est utilisé durant leurs liturgies par les adeptes du néo-hellénisme.

### Judaïsme
L'hébreu biblique est la langue sacrée initiale du judaïsme mais l'hébreu sous ses diverses formes historiques n'a jamais cessé d'être employé comme tel ; il s'est même essentiellement réduit à ce rôle à partir de l'époque où il est sorti de l'usage quotidien, dès lors assuré par de nombreuses langues juives apparues chez les Juifs selon leurs territoires de résidence (judéo-arabe, judéo-araméen, judéo-persan, judéo-couchitique, judéo-grec ou yévanique, judéo-espagnol ou ladino, judéo-allemand ou yiddish et bien d'autres). L'hébreu a recommencé à être employé à des fins profanes à l'époque de la haskala, commencée au XVIIIe siècle. Ce mouvement a finalement abouti à la constitution de l'hébreu moderne.
La liturgie juive utilise également le judéo-araméen dans la littérature talmudique et rabbinique ; le guèze est une langue sacrée pour les Falashas d'Éthiopie.
Les Samaritains utilisent comme langue liturgique l'hébreu samaritain.

### Christianisme
À l'hébreu et à l'araméen de l'Ancien Testament s'ajoute le grec de la koinè du Nouveau Testament. Plus tard, dans l'Antiquité tardive, le latin est également adopté dans la partie occidentale de l'Église trinitaire qui, après la séparation des Églises d'Orient et d'Occident au XIe siècle, formera l'Église catholique romaine. L'expansion du christianisme vers le nord et l'ouest a conduit à la multiplication des langues liturgiques et à la traduction des Écritures. Le prestige que cet emploi leur a conféré a souvent abouti à conserver inchangés dans la liturgie des états de langue anciens, tandis que la langue parlée continuait d'évoluer, aboutissant à la constitution de langues liturgiques au sens restreint défini plus haut.
Dans certaines branches du christianisme, l'écart ainsi apparu a incité à adopter la langue vernaculaire contemporaine : c'est un trait caractéristique des églises protestantes, de la plupart des églises orthodoxes autocéphales depuis le début du XIXe siècle, ainsi que de la majorité conciliaire de l'Église catholique depuis 1965.
Parmi les langues liturgiques du christianisme :
- l'arménien classique (grabar ou « arménien liturgique ») de l'Église apostolique arménienne, et langue littéraire jusqu'au XIXe siècle avant d'être remplacée dans ce rôle par l'arménien moderne (achgrabar) ;
- l'ancien géorgien (en) des orthodoxes de Géorgie ;
- le copte des chrétiens d'Égypte, les Coptes, dérivé de l'égyptien ancien ;
- le guèze des chrétiens orthodoxes éthiopiens ;
- le syriaque des chrétiens d'Orient, dérivé de l'araméen ;
- le mandéen classique des Mandéens, autre forme d'araméen ;
- le grec médiéval (Ακολουθική Ελληνική ou « grec liturgique ») des orthodoxes hellénophones et d'une partie des églises orthodoxes albanophones ou romanophones ainsi que de certains catholiques orientaux ;
- le slavon liturgique (Църковно Славянска) des orthodoxes slavophones, mais aussi d'une partie des églises orthodoxes albanophones et romanophones et de certains grecs-catholiques ukrainiens, et langue de chancellerie et universitaire jusqu'au XVIe siècle des principautés danubiennes avant d'être remplacée dans ce rôle par le grec moderne puis par le roumain moderne ;
- le latin ecclésiastique des catholiques de rite latin et des catholiques orientaux romanophones ;
- l'arabe classique de certains chrétiens d'Orient.

De façon générale, l'usage liturgique contribue à maintenir des traits anciens dans des langues toujours vivantes. Par exemple, l'usage anglican de l'anglais comporte toujours des influences de l'anglais élisabéthain issues de la Bible du roi Jacques, publiée en 1611 et restée très longtemps la référence.

### Islam
L'arabe classique est la langue du Coran et donc la langue sacrée de l'islam. Des traductions partielles dans diverses langues vernaculaires existent, mais elles n'ont qu'une valeur pédagogique, non religieuse, et tous les rituels et prières doivent utiliser l'arabe classique, seul autorisé.

### Mazdéisme
L'Avesta, ensemble des livres sacrés du mazdéisme, est rédigé en une langue iranienne spécifique, l'avestique. Celui-ci n'est pas homogène tout au long de la collection : on peut y distinguer des étapes de l'évolution de la langue d'époques différentes.

### Hindouisme
La langue sacrée de l'hindouisme est le sanskrit en ses diverses variétés : sanskrit védique du Veda, sanskrit épique du Mahabharata et du Ramayana, sanskrit classique des commentateurs ultérieurs. Des traductions partielles dans les diverses langues vernaculaires de l'Inde existent, mais elles n'ont qu'une valeur pédagogique, non religieuse, et tous les rituels et prières doivent utiliser le sanskrit, seule langue sacrée.

### Bouddhisme
Le canon bouddhique est rédigé en pali. D'autres langues importantes sont le chinois classique pour le bouddhisme mahayana en Chine, Corée, Japon et viêt Nam, et le tibétain classique pour le bouddhisme vajrayana. Toutes les traductions peuvent avoir une valeur liturgique à condition d'être validées par une autorité religieuse bouddhiste reconnue.

### Jaïnisme
Les textes fondateurs du jaïnisme sont rédigés en une variété de magadhi appelé ardhamagadhi.